# Cours-les-Bains
Cours-les-Bains település Franciaországban, Gironde megyében. Lakosainak száma 224 fő (2022. január 1.). Cours-les-Bains Grignols, Sillas, Antagnac, Romestaing, Ruffiac és Saint-Martin-Curton községekkel határos.

## Népesség
A település népességének változása:
| Lakosok száma | 223  | 175  | 138  | 199  | 210  | 215  | 222  | 221  | 218  | 224  |
|               | 1968 | 1982 | 1990 | 2006 | 2013 | 2015 | 2017 | 2019 | 2020 | 2022 |